# ТВ Авала
ТВ Авала је била српска телевизијска станица са седиштем у Београду. Била је једна од пет телевизијских станица које су 2006. добиле националне фреквенције на конкурсу који је расписала Републичка радиодифузна агенција (РРА). ТВ Авала је са емитовањем експерименталног програма почела 17. септембра 2006. на К5 мрежи (бивша мрежа Трећег канала РТС).

## Програмски концепт
ТВ Авала је својим програмским концептом гледаоцима свакодневно нудила широк спектар информација од пословних и забавних, информација из културе, углавном некомерцијалног филмског и серијског програма као и документарног програма.
Од свог настанка, телевизија Авала се углавном фокусирала на филмове прослављених шпанских и француских редитеља, као и на енглеске серије 'А' продукције.
Телевизија Авала је поред филмског и серијског програма емитовала и спортске садржаје, неки од њих су: 
- Италијанска Серија А
- Куп Јужне Америке
- Преноси пријатељских утакмица
- Преноси Купа УЕФА (утакмице италијанских тимова)
- Фудбалски магазин "Викторије"
- Асоцијација тениских професионалаца

## Власништво и проблеми
Један од утицајнијих сувласника Телевизије Авала био је Жељко Митровић, који је власник и РТВ Пинк.
ТВ Авала је имала дугове веће од 30 милиона евра. Запослени у Авали више месеци нису примили плату. Пошто је Авала стварала финансијске губитке, у медијима се спекулисало да Жељко Митровић намерава да је прода.
Дана 22. децембра 2011. радници телевизије су ступили у штрајк због неисплаћених зарада које касне до 6 месеци.

## Престанак емитовања
Дана 4. новембра 2012. године, Телевизија Авала је престала са емитовањем програма, пошто јој је Републичка радиодифузна агенција одузела дозволу за емитовање програма.

## Забавни програм
- Генијални шоу
- Караоке обрачун
- Фамилијада
- Милица на квадрат
- Биљана за вас
- Поп Мјузик
- Шарено
- Слатка моја
- Навала
- Откопчано
- Коферче
- Балканика у...
- Улови Трофеј
- Фуснота
- Мајсторски
- Друга Страна Србије
- Здравље и ви
- Игорова улична магија
- Вече са Џулсом Холандом
- Бумеранг
- Чаролије чар на дар
- Опра Винфри шоу
- У току
- Ексклузив
- Преглед Калча
- У гостима са Авалом
- Славни парови
- Балкански таленти
- Пржење
- Сањарење са Соњом Савић
- Берза
- Глас Америке
- Сладак живот
- Циркус Сунца
- Мољац
- Генијус домус
- Копаоник на Авали
- Бели свет
- Пресент
- Ораница
- Кулук
- Радим-градим
- Тачка ослонца
- Азбучник вере
- Модна писта
- Кроз огледало
- Навигатор
- 1 на 4
- Филм клуб
- Технолошко знање
- Кухињска хемија
- Кућица у цвећу
- Зелени кабинет
- Тресла се Србија
- Спреми сарму да те цео свет разуме
- Ћошкарење са Соњом
- Даунлауд
- Листање
- Каже се српски
- Игра живота
- Недељно поподне

## Информативни програм
- Све у 6
- Све у 16
- Све у 22 и 45
- Вести ТВ Авала
- Отворени студио
- Јутро
- За добар дан
- Чисти рачун
- Двоугао
- Иза вести
- Пословни дан
- А шта да радим
- Ес.О.Ес
- Парамонтажа
- Етикетирање
- Милице
- Изборна економија
- У недостатку доказа
- Моја пословна прича
- Изванредни
- Србирање
- Увек недељом
- Поглед (с) Авале

## Дечији програм
- Кефалица
- Бен 10
  - Бен 10: Врхунски ванземаљац
- Денис напаст
- Пепа Прасе
- Бумба
- Тими Тајм
- Ши-Ра: Принцеза моћи
- Фифи и цветно друштво
- Рори - тркачки ауто
- Талични Том
- Кенгури кошаркаши
- Сваштарица
- Немој ово, немој оно
- Оскаров оркестар
- Дружина мјау-мјау
- Вива пињата
- Џи Ај Џо Сигма 6
- Пингу
- Јагодица Бобица

## Документарни програм
- Створени да убију
- Времеплов
- Вук
- Културе и цивилизације
- У шетњи са диносаурусима
- Суперчовек
- Тај манекенски живот
- Конквистадори
- Девојке и шопинг
- Стање наше планете
- Турнири
- Наука о пољупцу
- Наука о завођењу
- Људски зверињак
- Како су снимани диносауруси
- Дивља Индија
- Евнуси
- На трагу природе
- У шетњи са зверима
- Дивљи нови свет
- Слике живота
- Човек лав
- Дивља Јужна Америка
- Планете
- Живот птица
- Џунгла
- Древни Египћани
- Необуздано време
- Интимни живот биљака
- Бојно поље вукова
- Свет дивљине
- Ајкуле
- Највећи злочин
- Морски сусрети
- Дивља Индонезија
- Гладијатори
- Дивља Аустралија
- Дивља острва
- Приватни живот сисара
- Универзум
- Модерни ЗОО вртови
- Два света
- Угрожени
- Крени у природу
- Велики спортски дуели
- Неустрашива планета
- Славни
- Одгонетање прошлости
- Нострадамусов ефекат
- Право лице Исуса
- Бог против Сатане

## Серијски програм
- Симпсонови
- Отворена врата
- Школа степовања
- 24
- Терминатор
- Доктор Хаус
- Доктор Мартин
- Без Трага
- Прљави полицајац
- Фринџ
- Љубав у залеђу
- Тачка усијања
- Удовице
- Обични људи
- Канди
- СМС – сањај без страха
- Живот без стида
- Уједињене Државе Таре
- Универзум
- Завршница
- Чак
- Морнарички истражитељи
- Горштак
- Дијаманти
- Породица Серано
- Злочиначке Намере
- Коров
- Телевизијска посла
- Освета
- Љубав на продају
- Волим живот
- Племе
- Шортланд Стрит
- Злочини из прошлости
- Нестанак[5]
- У канцеларији[6]
- Човек од закона
- Лас Вегас
- Списак мојих бивших
- Последњи час[7]
- Ментал[8]
- Њушкала
- Лажи ме
- Капелски кресови
- Рат у кући
- Мачак под шљемом
- Градска врева
- Сви воле Рејмонда
- Одакле нам долази
- Никола Тесла
- Халифакс
- Тајанствено острво
- Звездане стазе: Ентерпрајз
- Венера и Аполон
- Породични лекар
- Џорданино раскршће
- Непристојни људи
- Биоклиника
- Крајња сила
- Свемирска крстарица Галактика
- Поморска патрола
- Ризик
- Доктор Мартин
- Калифорникација
- Кућа лутака
- Монк
- Двострука игра
- Авињонско пророчанство
- Велики Ал
- Дијаманти
- Нон-стоп
- Бенџи Барнс
- Стјуардесе
- Заљубљена у правог
- Љубав ЛТД.
- Строго поверљиво
- Ностромо
- Године пролазе
- Пољубац у Глазгову
- Неро Волф
- Жива ватра
- Опчињени
- Филаделфија
- Мидлмарч
- Процес и казна
- Мућке
- Невероватна госпођа Причард
- Пут под ноге
- Платина
- Куда иду дивље свиње
- Просјаци и синови
- Скерлетина видовчица
- Како постати богат
- А време пролази
- Вечера од биља
- Валандер
- 20:34
- Супруге и кћери
- Вело мисто
- Наше мало мисто
- Путовање у Вучјак
- У регистратури
- Јужни Бруклин
- Слепа правда
- Холокауст
- Најбоље тек долази
- Забава без престанка
- Еверест 2
- Вајтчепел
- Рејчел Реј
- Петар Велики
- Менталиста

## Водитељи
- Анђелија Вујовић
- Јелена Златановић
- Биљана Поповић Ивковић
- Никола Вукомановић
- Дејана Бабовић
- Дејан Радуловић
- Милица Бабић
- Иван Шарић
- Зоран Павић
- Милица Вујовић
- Тања Алексић
- Марија Перовић
- Оља Милошевић
- Владан Алимпијевић
- Аља Сувачаров
- Александар Ранковић
- Александар Радујко
- Младен Башић
- Иван Голушин
- Бобан Спасојевић
- Адриана Чортан
- Ана Роланд Грубић
- Ивана Вишковић
- Наташа Цветковић
- Немања Великић
- Милица Давидовић
- Ирена Јерковић
- Емина Ковачевић
- Ивана Лазаревић Гајица
- Ана Марковић
- Јован Палавестра
- Јелена Пешевски
- Марина Котевски
- Леа Николић
- Биљана Обрадовић
- Марија Поповић
- Љиљана Лукић
- Милица Пујкиловић
- Александар Срећковић Кубура
- Деана Павловић Живановић
- Никола Ђуричко
- Слађана Славковић
- Борис Комненић (1957—2021)
- Соња Савић (1961—2008)
- Маријана Ђорђевић
- Слађана Видовић
- Јелена Хелц Весковић
- Раде Радовановић
- Милош Теодоровић
- Наташа Цветковић
- Веља Самолов
- Слађана Адамовић
- Јована Симоновић
- Јелена Инђић
- Гордана Јузбашић
- Тијана Племић
- Павле Боциј (1961—2022)
- Бојана Вујадиновић
- Драгана Ћећез Иљукић
- Лука Матић
- Зоран Ћирић
- Јелена Николић
- Јелена Пејовић
- Јасна Поповић Ћосић
- Сања Јовановић
- Марко Степановић
- Амира Ал Хажар
- Милица Усановић
- Милица Станишић
- Јована Стипић
- Војислав Новаковић
- Војислав Раовановић
- Душко Шибанић
- Јована Медић
- Јована Миловановић Шибанић
- Јелена Јовановић
- Марко Павловић
- Милош Милићевић
- Анђела Ђурашковић

## Генерални директори и главни и одговорни уредници
- Срђан Ђурић 2006-2008.
- Симонида Кажић 2008-2009.
- Александар Радујко 2008-2010.
- Душан Панчић 2008-2012.
- Бојана Лекић 2010-2012.
- Жељко Митровић 2011-2012.